# Incubus (grup)
Incubus és un grup de rock alternatiu de Califòrnia. La banda ha tengut molt d'èxit durant la seva carrera de quinze anys, amb senzills, com ara Drive i Wish You Were Here, que els han convertit en peces clau del panorama musical alternatiu actual. Incubus ha obtingut diversos discos de platí, amb àlbums. com ara Morning View del 2001.
Incubus han acabat de llençar al mercat el seu darrer disc Light Grenades el passat 28 de novembre del 2006. En el seu llançament, el disc abastà directament les parts altes de les llistes d'èxits dels Estats Units, gràcies al seu primer senzill Anna-Molly.

## Membres

### Actuals
- Brandon Boyd - Vocalista / Percussió (1991 - Present)
- Mike Einziger - Guitarra / Piano / Arranjaments (1991 - Present)
- Jose Pasillas - Bateria (1991 - Present)
- Chris Kilmore - Mesclador / Teclats / Efectes de so / Piano (1998 - Present)
- Ben Kenney - Baix / Vocalista (2003 - Present)

### Anteriors
- Dirk Lance (Alex Katunich) - Baix (1991-2002)
- DJ Lyfe (Gavin Koppel) - Mesclador (1996-1998)

### Àlbums
- Fungus Amongus, 1 de novembre del 1995. EUA: #116
- S.C.I.E.N.C.E., 9 de setembre del 1997. Certificació: Gold.
- Make Yourself, 26 d'octubre del 1999. EUA: #47. Certificació: 2X Platinum.
- Morning View, 23 d'octubre del 2001. EUA: #2, UK: #15, IRE: #56. Certificació: 2X Platinum.
- A Crow Left of the Murder…, 3 de febrer del 2004. EUA: #2, UK: #6, IRE: #14. Certificació: Platinum.
- Light Grenades, 28 de novembre del 2006. EUA: #1, UK: #52, IRE: #79, Global Chart: #6.

### EPs
- Enjoy Incubus, 7 de gener del 1997.
- When Incubus Attacks Volume 1, 22 d'agost del 2000. EUA: #41.